# Pontchaillou (métro de Rennes)
Pontchaillou est une station de la ligne A du métro de Rennes, située dans le quartier de Villejean à Rennes dans le département français d'Ille-et-Vilaine en région Bretagne.
Mise en service en 2002, elle a été conçue par l'architecte Joël Yves Gautier.
C'est une station, équipée d'ascenseurs, qui est accessible aux personnes à mobilité réduite.

## Situation sur le réseau
Établie sur le viaduc de Pontchaillou le long de la rue Abbé Huet, la station Pontchaillou est située sur la ligne A, entre les stations Villejean - Université (en direction de Kennedy) et Anatole France (en direction de La Poterie).

## Histoire
La station Pontchaillou est mise en service le 15 mars 2002, lors de l'ouverture à l'exploitation de la ligne A. Son nom a pour origine celui de l'hôpital de Pontchaillou.
La construction de la station débute en 1997, le gros œuvre est terminé à l'été 1999, suivi par la pose de la charpente en décembre 1999 puis du toit qui est achevé en mai 2000 ; le second œuvre (sols, plafonds, garde-corps, portes palières, etc.) débute en novembre 1999 et s'achève en février 2002 en même temps que les aménagements de surface débutés en juin 2001 et qui ont affecté le lycée Coëtlogon,.
Elle est réalisée par l'architecte Joël Yves Gautier qui a conçu un ouvrage culminant à 15 mètres au-dessus du sol, comportant des quais couverts mais non isolés de l'extérieur situés à 4,30 à 4,40 m au-dessus du sol,. Elle est équipée pour permettre son accessibilité aux personnes à mobilité réduite (PMR).
Initialement, la station devait être nommée Pontchaillou CHR sur les plans prévisionnels. La raison de ce changement n'est pas connue, bien qu'il soit vraisemblable que ce soit lié au fait que l'hôpital de Rennes soit un centre hospitalier universitaire (CHU) et non un centre hospitalier régional (CHR).
La station est située sur un viaduc, particularité qu'elle ne partage qu'avec la station La Poterie, placé le long de la rue Abbé Huet, sur son côté nord et qui contourne l'hôpital de Pontchaillou par le nord, à l'est du quartier Villejean. Elle en est structurellement distincte et sa construction a même commencée avant celle du viaduc,.
Elle est la neuvième station la plus fréquentée de la ligne A avec un trafic journalier cumulé de près de 10 495 montées et descentes en 2009.

## Service des voyageurs

### Accès et accueil
La station dispose de six accès, répartis parallèlement aux quais sur tout le bâtiment placé au nord de la rue :
- Deux ascenseurs, un par quai, côté ouest ;
- Deux escaliers mécaniques, un par quai, au centre ;
- Deux escaliers, un par quai, à l'est.

De par sa configuration particulière sans salle des billets, les distributeurs automatiques de titres de transport se situant au niveau de la rue, il faut redescendre au niveau de la rue pour changer de quai et donc revalider son titre de transport.
La station est équipée de portillons d'accès couplés à la validation d'un titre de transport, opérationnels à partir du 1er décembre 2020 concomitamment au nouveau système billettique, afin de limiter la fraude. La décision de modification a été confirmée lors du conseil du 30 avril 2015 de Rennes Métropole.

Les accès et les quais de la station
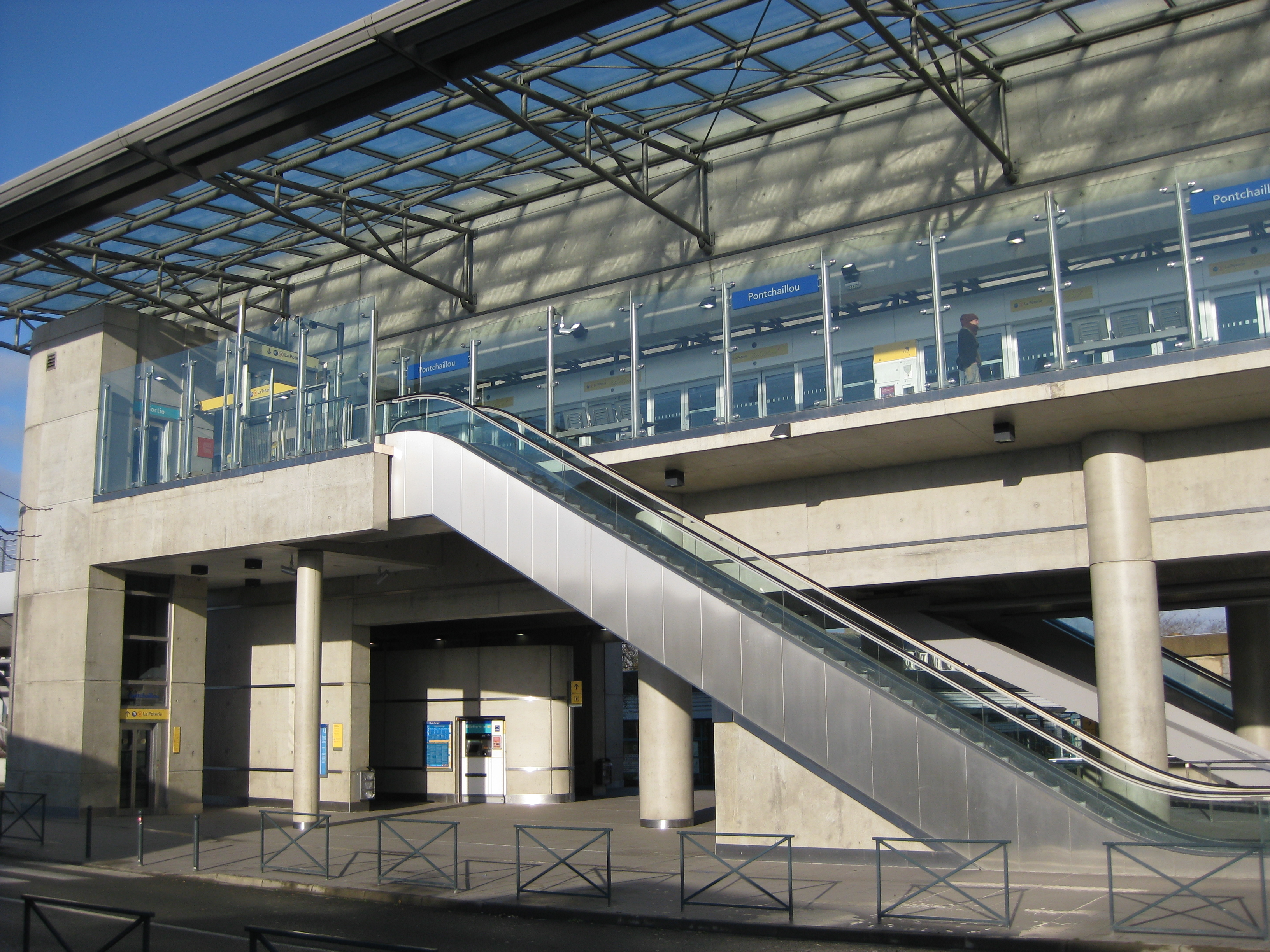
Vue depuis la rue
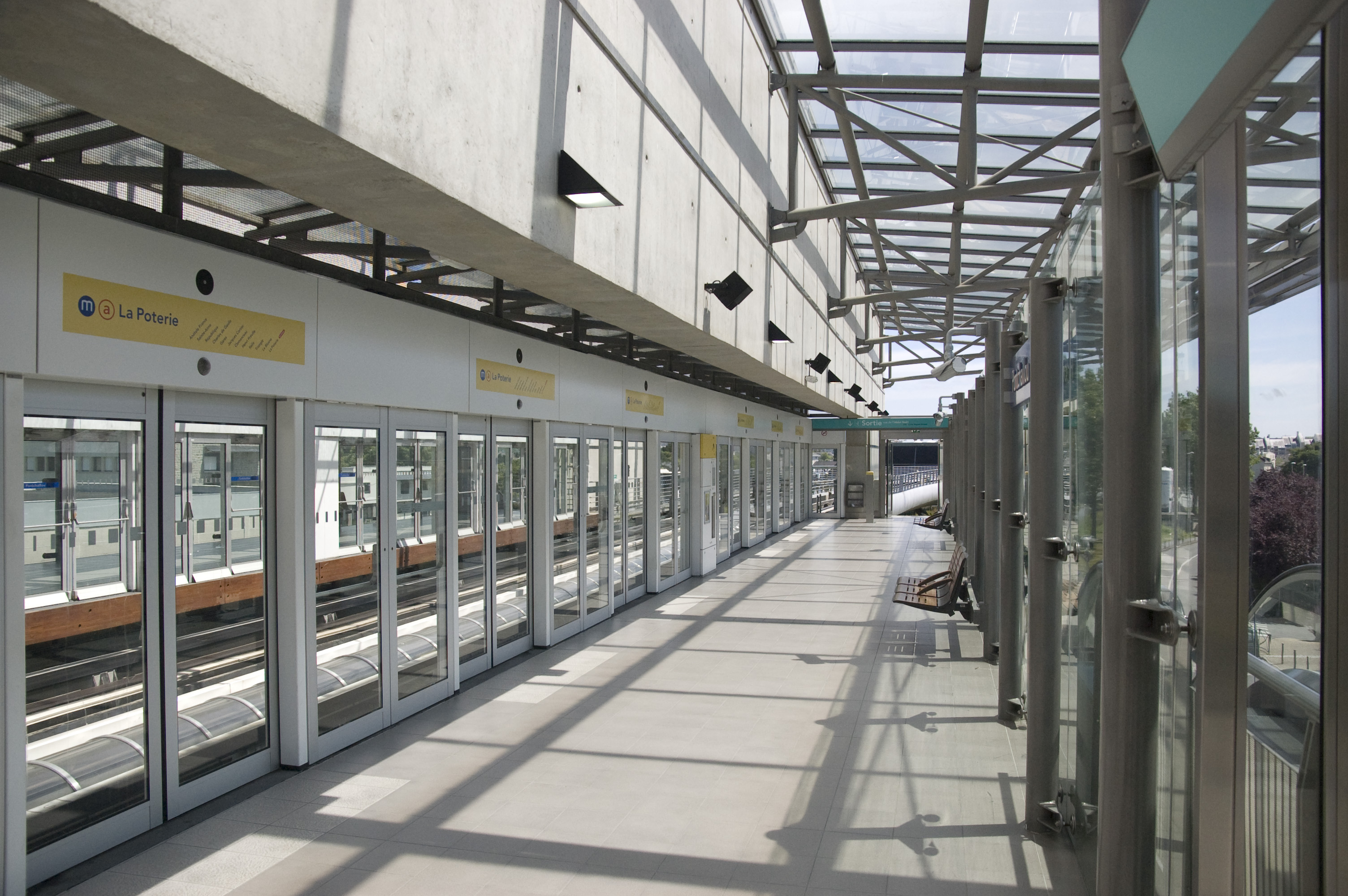
Les quais de la station

### Desserte
Pontchaillou est desservie par les rames qui circulent quotidiennement sur la ligne A, avec une première desserte à 5 h 18 (7 h 28 les dimanches et fêtes) et la dernière desserte à 0 h 43 (1 h plus tard les nuits des jeudis aux vendredis, vendredis aux samedis et des samedis aux dimanches).

### Intermodalité
La station n'est pas desservie par les lignes de bus régulières du STAR, uniquement par La Navette plus, la navette interne du CHU. Une station STAR, le vélo se trouve à proximité.
En cas d'arrêt prolongé de la ligne A, la station n'est pas desservie par les navettes de remplacement Bus relais métro.
Bien que portant un nom similaire, la halte de Pontchaillou située à environ 550 m de marche par la voie publique, est plus proche de la station Anatole France.

## À proximité
La station dessert notamment :
- l'hôpital de Pontchaillou ;
- le centre régional de lutte contre le cancer Eugène-Marquis ;
- le lycée Coëtlogon ;
- l'Établissement français du sang de Bretagne.